# ألبرت لان (محامي)
ألبرت لان (بالإنجليزية: Ebenezer Lane) هو قاضي ومحامي أمريكي، ولد في 17 سبتمبر 1793 في نورثهامبتون في الولايات المتحدة، وتوفي في 12 يونيو 1866 في ساندوسكي في الولايات المتحدة.